# Gaël Andonian
Gaël Andonian (armenisch Գաել Անդոնյան; * 7. Februar 1995 in Marseille) ist ein französischer Fußballspieler, der auch die armenische Staatsbürgerschaft besitzt. Er steht bei US Marseille Endoume unter Vertrag und kann sowohl als Außen-, als auch als Innenverteidiger eingesetzt werden.

## Verein
Andonian begann seine Profikarriere bei seinem Jugendverein Olympique Marseille. Dort wurde er 2014 in den Profikader aufgenommen. Da er sich nicht durchsetzen konnte, wurde er für die Saison 2015/16 an den Zweitligisten FCO Dijon verliehen. Nach seiner Rückkehr spielte er  nur noch im Reserveteam und wurde ernet ausgeliehen, dieses Mal für sechs Monate an Veria FC in Griechenland. In der Spielzeit 2018/19 absolvierte er ein Ligaspiel für die U-23 des AFC Sunderland und schloss sich anschließend der Reservemannschaft des AC Ajaccio an. Dort kam er allerdings zu keinem Einsatz und so wechselte er im Januar 2020 weiter zum FC Martigues. Auch hier bestritt er nur eine Partie bis zum Saisonende und ging dann zum Viertligisten Aubange FC. Seit dem Sommer 2021 steht er nun beim fünftklassigen US Marseille Endoume unter Vertrag.

## Nationalmannschaft
Von 2015 bis 2018 absolvierte Andonian insgesamt 23 Partien für die armenische A-Nationalmannschaft. Davor kam er 2011 zweimal für Frankreichs U-16 zum Einsatz.